# Watch ABC
Watch ABC est un ensemble d'applications pour smartphone permettant de regarder les chaînes d'ABC en streaming ou à la demande. Le service comprend une version dédiée nommée Watch ABC Family pour ABC Family.

## Historique
Le 7 avril 2011, ESPN lance aux États-Unis une application nommée WatchESPN qui permet de regarder les chaînes du groupe sur iOS. Devant son succès, le Disney-ABC Television Group une autre filiale de Disney comme ESPN reproduit le principe avec d'autres chaînes avec Watch Disney pour Disney Channel, Disney XD et Disney Junior en juin 2012.
Le 12 mai 2013, Disney-ABC Television Group lance Watch ABC, la déclinaison pour ABC du concept lancé avec Watch ESPN et Watch Disney, ABC devenant le premier grand réseau national à offrir ce service,. Cette application permet dès le 14 mai de regarder les programmes de New York (WABC-TV) et Philadelphie (WPVI-TV), puis pour l'automne 2013 les autres chaînes détenues par ABC ainsi que les stations affiliées détenues par Hearst,. Les abonnés des cablo-opérateurs et satellite ont accès dès le 1er juillet. Une déclinaison Watch ABC Family est prévue pour 2014. Le 1er juin 2013, l'application Watch ABC est déclinée sur le Kindle d'Amazon. Le 1er juillet 2013, l'application Watch ABC est déclinée pour les marchés de Los Angeles (KABC-TV), Chicago (WLS-TV), San Francisco (KFSN-TV) et Raleigh-Durham (WTVD).
Le 5 janvier 2014, Disney-ABC annonce le lancement d'un service de streaming associé aux émissions d'ABC Family nommé Watch ABC Family ainsi que l'application dédiée.
Le 7 décembre 2016, les applications Watch ABC et Watch Disney utilisent désormais la fonction de d'authentification unique de l'Apple TV.